# Caballeros templarios
La Orden de los Pobres Compañeros de Cristo del Templo de Salomón (en latín: Pauperes Commilitones Christi Templique Salomonici), también llamada la Orden del Templo (en la forma afrancesada dicen Orden del Temple), cuyos miembros son conocidos como caballeros templarios, fue una de las órdenes monásticas militares católicas más poderosas de la Edad Media.
Se mantuvo activa durante algo menos de dos siglos. Fue fundada en 1118 o 1119 por nueve caballeros franceses liderados por Hugo de Payns tras la primera cruzada. Su propósito original era proteger las vidas de los cristianos que peregrinaban a Jerusalén tras su conquista (principalmente desde la ciudad portuaria de Jaffa). La orden fue reconocida por el patriarca latino de Jerusalén Garmond de Picquigny, que le impuso como regla la de los canónigos agustinos del Santo Sepulcro. Esta regla, dentro del contexto templario, es conocida como Regla latina.
Aprobada oficialmente por la Iglesia católica en 1129, durante el Concilio de Troyes (celebrado en la catedral de la misma ciudad), la Orden del Templo creció rápidamente en tamaño y poder. Los caballeros templarios tenían como distintivo un manto blanco con una cruz ancorada roja sobre él. El 24 de abril de 1147, el papa Eugenio III les concedió el derecho a llevar permanentemente “la cruz sencilla, pero ancorada o patada, que simbolizaba el martirio de Cristo, de color rojo, porque el rojo era el símbolo de la sangre vertida por Cristo, pero también de la vida. La cruz estaba colocada en su manto sobre el hombro izquierdo, encima del corazón.” Militarmente, sus miembros se encontraban entre las unidades mejor entrenadas que participaron en las cruzadas. Los miembros no combatientes de la orden gestionaron una compleja estructura económica dentro del mundo cristiano. Crearon, incluso, nuevas técnicas financieras que constituyen una forma primitiva del moderno banco. La orden, además, edificó una serie de fortificaciones por todo el mar Mediterráneo y Tierra Santa.
El éxito de los templarios se vincula estrechamente a las cruzadas. La pérdida de Tierra Santa supuso la desaparición de los apoyos a la orden. Asimismo, los rumores generados en torno a la secreta ceremonia de iniciación de los templarios crearon una gran desconfianza. Felipe IV de Francia, fuertemente endeudado con la orden y atemorizado por su creciente poder, comenzó a presionar al papa Clemente V para que tomara medidas contra sus integrantes. En 1307, un gran número de templarios fueron apresados, inducidos a confesar bajo tortura y quemados en la hoguera. En 1312, Clemente V cedió a las presiones de Felipe IV y disolvió la orden. Su abrupta erradicación dio lugar a especulaciones y leyendas que han mantenido vivo hasta nuestros días el nombre de los caballeros templarios.

## Antecedentes
Controladas las invasiones musulmanas y vikingas, bien por vía militar, bien por asentamiento, en la Europa occidental comenzó una etapa expansiva. Aumentó la producción agraria, en paralelo al crecimiento de la población. Asimismo, el comercio experimentó un nuevo renacer, al igual que las ciudades.
La autoridad religiosa, matriz común en dicha región y única visible en los siglos anteriores, había logrado introducir en el belicoso mundo medieval ideas como la paz de Dios o la tregua de Dios, que dirigían el ideal de caballería hacia la defensa de los débiles. No obstante, no rechazaba el uso de la fuerza para defender a la Iglesia. Ya el pontífice Juan VIII, a finales del siglo IX, había declarado que «aquellos que murieran en el campo de batalla luchando contra el infiel verían sus pecados perdonados. Es más, se equipararían a los mártires por la fe».
Existía, pues, un arraigado y exacerbado sentimiento religioso que se manifestaba en las peregrinaciones a lugares santos, habituales en la época. A principios del siglo XI, Roma fue sustituida paulatinamente, como lugar tradicional de peregrinación, por Santiago de Compostela y Jerusalén. Estos nuevos destinos no estaban exentos de peligros y obstáculos, como salteadores de caminos o fuertes tributos para los señores locales, pero el sentimiento religioso, unido a la esperanza de aventuras y fabulosas riquezas en Oriente, sedujo a muchos peregrinos, que al volver a sus hogares relataban sus penalidades.

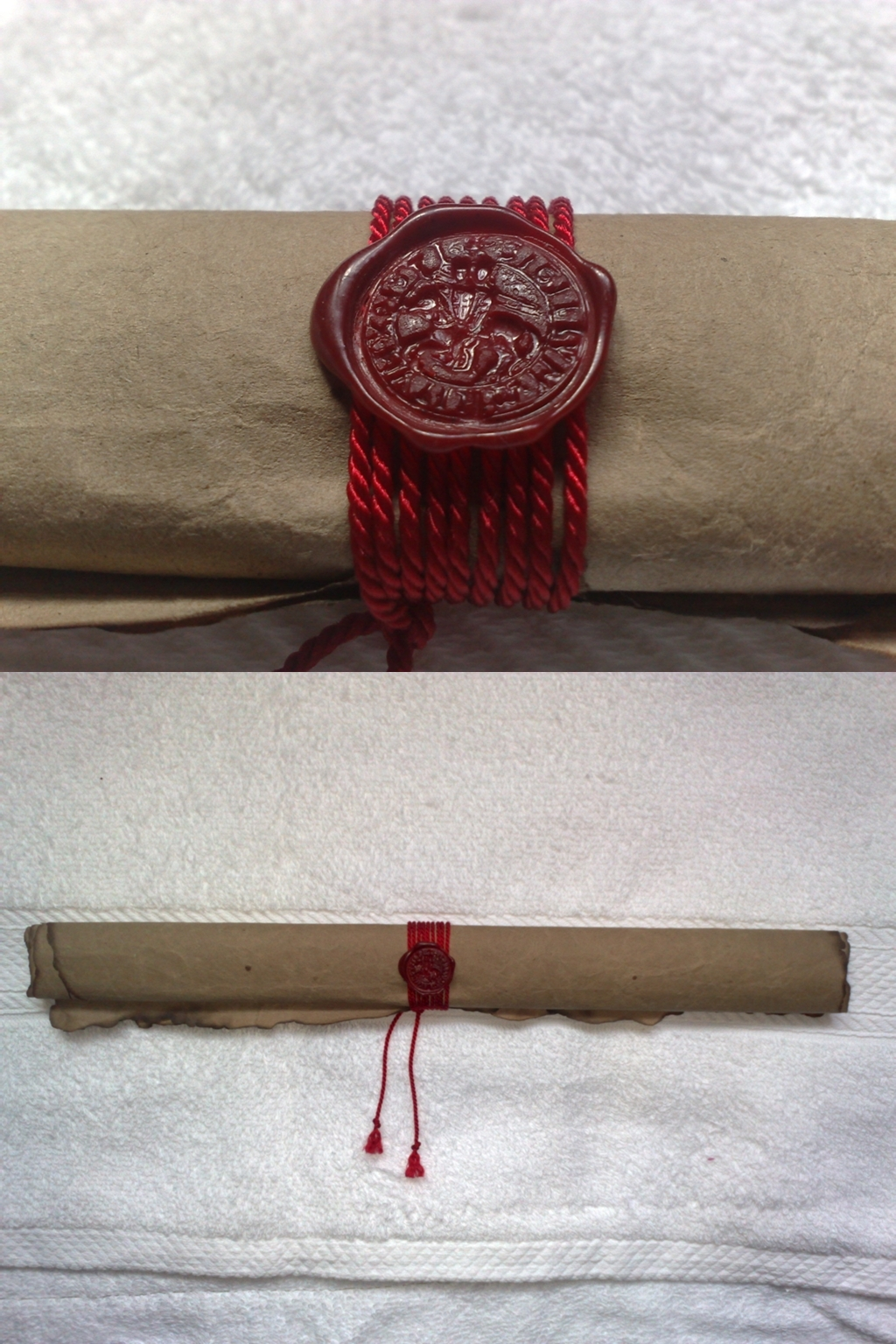
Manuscrito en pergamino sellado con nueve vueltas de hilo de seda y lacre rojo. Se puede distinguir el sello de la Orden.

El pontífice Urbano II, tras asegurar su posición al frente de la Iglesia, continuó con las reformas de su predecesor, Gregorio VII. La petición de ayuda realizada por los bizantinos, junto con la caída de Jerusalén en manos turcas, propició que en el Concilio de Clermont (en noviembre de 1095) Urbano II expusiera, ante una gran audiencia, los peligros que amenazaban a los cristianos occidentales y las vejaciones a las que se veían sometidos los peregrinos que viajaban a Jerusalén. La expedición militar propuesta por Urbano II pretendía también rescatar esta ciudad de manos musulmanas.
Las recompensas espirituales prometidas, aunadas al ansia de riquezas, hicieron que príncipes y señores respondiesen pronto al llamamiento del pontífice. La Europa cristiana se movió con un ideario común bajo el grito de Deus vult! (‘¡Dios lo quiere!’), frase que encabeza el discurso del Concilio de Clermont, en el que Urbano II convocó la primera cruzada.
Dicha expedición militar culminó con la conquista de Jerusalén en 1099 y con la constitución de territorios latinos en la zona: los condados de Edesa y Trípoli, el principado de Antioquía y el reino de Jerusalén, donde Balduino I asumió, ya en 1100, el título de rey.

## Historia

### Fundación y primeros tiempos
Apenas creado el reino de Jerusalén y elegido Balduino I como su segundo rey, tras la muerte de su hermano Godofredo de Bouillón, algunos de los caballeros que participaron en la Primera cruzada decidieron quedarse a defender los Santos Lugares y a los peregrinos cristianos que viajaban a ellos. Balduino I necesitaba organizar el reino y no podía dedicar muchos recursos a la protección de los caminos, ya que no contaba con efectivos suficientes para hacerlo. Esto, y el hecho de que Hugo de Payens fuese pariente del conde de Champaña (y probablemente pariente lejano del mismo Balduino), llevó al rey a conceder a aquellos caballeros un lugar donde reposar y mantener sus equipos, así como a otorgarles derechos y privilegios, entre los que figuraba un alojamiento en su propio palacio, que no era sino la mezquita de Al-Aqsa, ubicada en el interior de lo que en su día había sido el recinto del Templo de Salomón. Y, cuando Balduino abandonó la mezquita y sus alrededores como palacio para fijar el trono en la Torre de David, todas las instalaciones pasaron, de hecho, a los templarios, que de esta manera adquirieron no solo su cuartel general, sino su nombre.

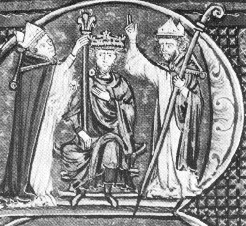
Coronación de Balduino I (de la Histoire d'Outremer,).

Además, el rey Balduino se ocupó de escribir cartas a los reyes y príncipes más importantes de Europa a fin de que prestaran ayuda a la recién nacida orden, que había sido bien recibida no solo por el poder político, sino también por el eclesiástico, ya que el patriarca de Jerusalén fue la primera autoridad de la Iglesia que la aprobó canónicamente. Nueve años después de la creación de la orden en Jerusalén, en 1129 se reunió el llamado Concilio de Troyes, que se encargaría de redactar la regla para la recién nacida Orden de los Pobres Caballeros de Cristo.
El concilio fue encabezado por el legado pontificio D'Albano, y asistieron los obispos de Chartres, Reims, París, Sens, Soissons, Troyes, Orleans, Auxerre y demás casas eclesiásticas de Francia. Hubo también varios abades, como san Esteban Harding, mentor de san Bernardo, el mismo san Bernardo de Claraval y laicos como los condes de Champaña y de Nevers. Hugo de Payens expuso ante la asamblea las necesidades de la orden, por lo que se decidieron, artículo por artículo, hasta los más mínimos detalles de esta, desde la forma de ayunar hasta la de llevar el peinado, pasando por rezos, oraciones e incluso armamento.
Por lo tanto, la regla más antigua de la que se tiene noticia es la redactada en ese concilio. Escrita casi seguramente en latín, se basaba hasta cierto punto en los hábitos y usos anteriores al concilio. Las modificaciones principales procedían de que hasta entonces los templarios vivían bajo la Regla de San Agustín, que en el concilio se sustituyó por la Regla Cisterciense (la de san Benito, pero modificada) y que profesaba san Bernardo.
La regla primitiva constaba de un acta oficial del concilio y de un reglamento de 75 artículos, entre los que figuran algunos como:

Artículo X: Del comer carne en la semana. En la semana, si no es en el día de Pascua de Natividad, o Resurrección, o festividad de Nuestra Señora, o de Todos los Santos, que caigan, basta comerla en tres veces, o días, porque la costumbre de comerla, se entiende, es corrupción de los cuerpos. Si el martes fuere de ayuno, el miércoles se os dé con abundancia. En el domingo, así a los caballeros como a los capellanes, se les den sin duda dos manjares, en honra de la santa Resurrección; los demás sirvientes se contenten con uno y den gracias a Dios.

Una vez redactada, fue entregada al patriarca latino de Jerusalén Esteban de la Ferté, también llamado Esteban de Chartres, si bien algunos autores estiman que el redactor pudo ser su predecesor, Garmond de Picquigny, que la modificó eliminando 12 artículos e introduciendo 24 nuevos, entre los cuales se encontraba la referencia a que los caballeros solo vistieran el manto blanco y los sargentos un manto negro.
Después de recibir la regla básica, cinco de los nueve integrantes de la orden, encabezados por Hugo de Payens, viajaron primero por Francia y después por el resto de Europa, para recoger donaciones y alistar caballeros en sus filas. Se dirigieron inicialmente a sus lugares de procedencia, en la certeza de que serían aceptados y asegurándose cuantiosas donaciones. En este periplo consiguieron reclutar en poco tiempo cerca de trescientos caballeros, sin contar escuderos, hombres de armas y pajes.

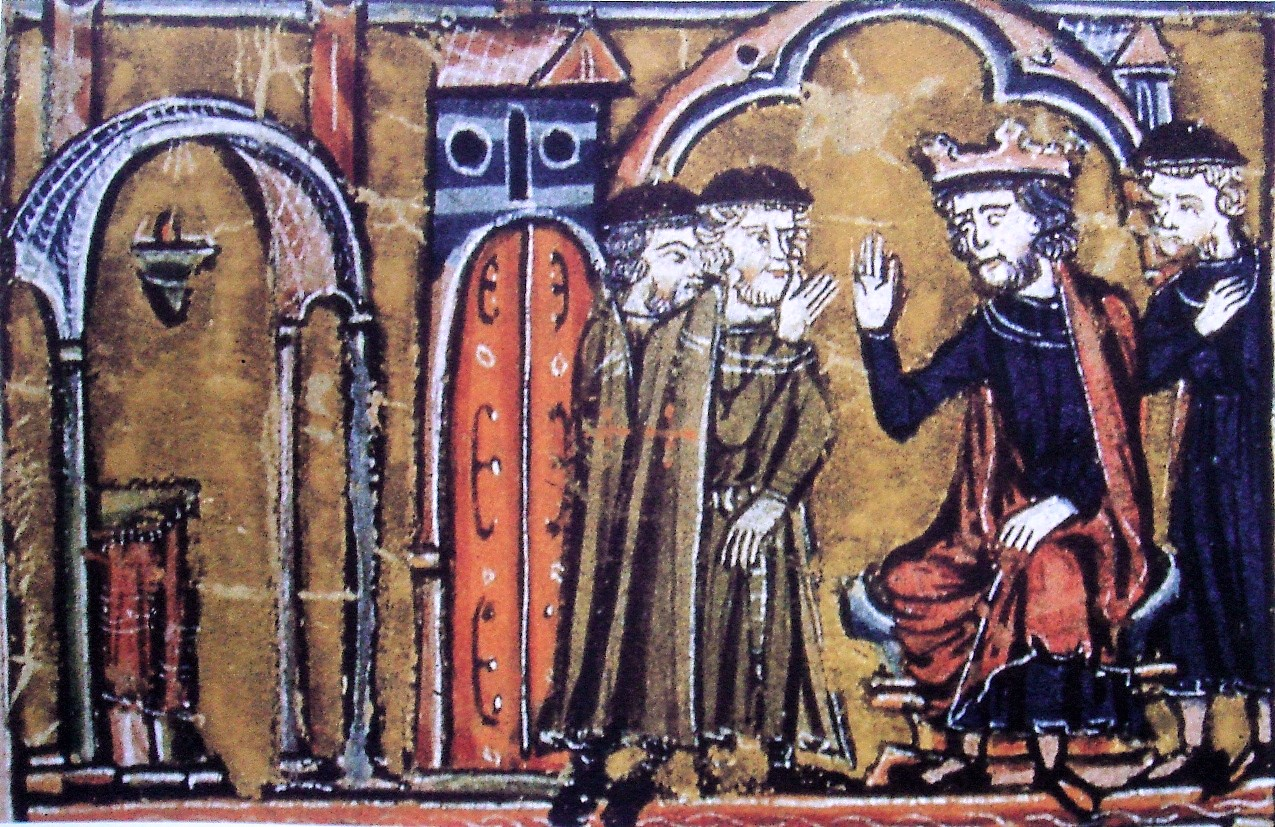
Balduino II de Jerusalén cede el Templo de Salomón a Hugo de Payens y a Godofredo de Saint-Omer

Para la orden, en Europa fue importante la ayuda que les concedió el abad san Bernardo de Claraval, quien, por sus parentescos y su cercanía con varios de los nueve primeros caballeros, se esforzó sobremanera en darla a conocer por medio de sus altas influencias en Europa, sobre todo en la Corte Papal. San Bernardo era sobrino de André de Montbard, quinto gran maestre de la orden, y primo por parte de madre de Hugo de Payens. Era también un creyente convencido y hombre de gran carácter, de una sapiencia y una independencia admiradas en muchas partes de Francia y en la propia Santa Sede. Reformador de la Regla Benedictina, fueron muy conocidas sus discusiones con Pedro Abelardo, brillante maestro de la época.
Así pues, era de esperar que san Bernardo aconsejara a los miembros de la orden una regla rígida y que los instara a aplicarse a ella en cuerpo y alma. Participó en su redacción en 1129, en el Concilio de Troyes, durante el cual introdujo numerosas enmiendas al texto básico que había redactado el patriarca de Jerusalén Esteban de la Ferté. Posteriormente, ayudó de nuevo a Hugo de Payens en la redacción de una serie de cartas en las que defendía a la Orden del Temple como el verdadero ideal de la caballería e invitaba a las masas a unirse a ella.
Las bulas Omne Datum Optimum (1139), Milites Templi (1144) y Militia Dei (1145) confirmaron los privilegios de la orden. De manera resumida, otorgaban a los caballeros templarios una autonomía formal y real respecto de los obispos y quedaban sujetos tan solo a la autoridad papal. Asimismo, los excluían de la jurisdicción civil y eclesiástica, les permitían tener sus propios capellanes y sacerdotes pertenecientes a la orden y les otorgaron el poder de recaudar bienes y dinero de variadas formas. Por ejemplo, tenían derecho de óbolo (las limosnas que se entregaban en todas las iglesias) una vez al año. Además, estas bulas papales les daban derecho sobre las conquistas en Tierra Santa y les concedían atribuciones para construir fortalezas e iglesias propias, lo que les reportó gran independencia y poder.
En 1167 (o en 1187, según algunos estudiosos) se redactaron los estatutos jerárquicos de la orden, una especie de reglamento que desarrollaba artículos de la regla y regulaba aspectos necesarios que no habían sido tenidos en cuenta por la regla primitiva. Por ejemplo, la jerarquía de la orden, detallada relación de la vestimenta, vida conventual, militar y religiosa o deberes y privilegios de los hermanos templarios. Consta de más de 600 artículos, divididos en secciones.

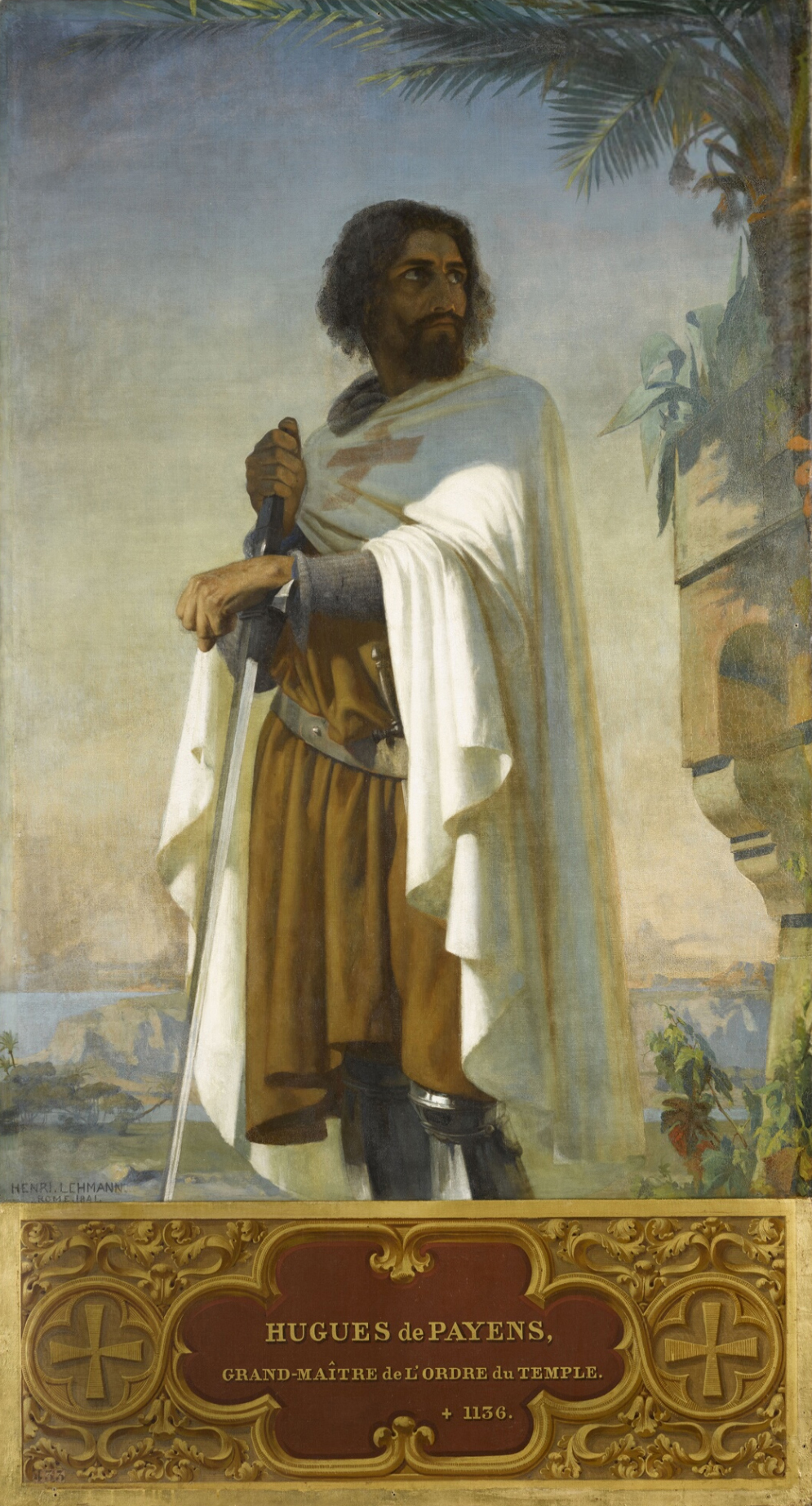
Hugo de Payens. Pintura del. Palacio de Versalles.

Durante su estancia inicial en Jerusalén se dedicaron únicamente a escoltar a los peregrinos que acudían a los Santos Lugares, ya que su escaso número (nueve) no permitía que realizaran actuaciones de mayor magnitud. Se instalaron en el desfiladero de Atlit, desde donde protegían los pasos cerca de Cesarea. De todas maneras, hay que tener en cuenta que se sabe que eran nueve caballeros; pero, siguiendo las costumbres de la época, no se conoce exactamente cuántas personas componían realmente la orden al principio, ya que todos los caballeros tenían un séquito menor o mayor. Se ha venido a considerar que por cada caballero habría que contar tres o cuatro personas más, por lo que estaríamos hablando de entre treinta y cincuenta personas, entre caballeros, peones, escuderos, servidores, etc.
Sin embargo, su número aumentó de manera significativa al aprobarse la regla, y ese fue el inicio de la gran expansión de los pauvres chevaliers du temple. Hacia 1170, unos cincuenta años después de su fundación, los caballeros de la Orden del Templo se extendían ya por tierras de los actuales países de Francia, Alemania, Reino Unido, España y Portugal. Su expansión territorial contribuyó a incrementar enormemente su riqueza, la mayor en todos los reinos de Europa.
Los templarios participaron de forma destacada en la Segunda Cruzada, durante la cual protegieron al rey Luis VII de Francia luego de sus derrotas ante los turcos. Hasta tres grandes maestres cayeron presos en combate en un lapso de 30 años: Bertrand de Blanchefort (1157), Eudes de Saint-Amand y Gerard de Ridefort (1187).

### El principio del fin
Pero las derrotas ante Saladino, sultán de Egipto, los hicieron retroceder. Así, el 4 de julio de 1187, en la batalla de los Cuernos de Hattin, que tuvo lugar en Tierra Santa, al oeste del mar de Galilea, en el desfiladero conocido como Cuernos de Hattin (Qurun-hattun), el ejército cruzado, formado principalmente por contingentes templarios y hospitalarios a las órdenes de Guido de Lusignan, rey de Jerusalén, y de Reinaldo de Châtillon, se enfrentó a las tropas de Saladino. Este les infligió una gran derrota, en la que el gran maestre de los templarios Gérard de Ridefort cayó prisionero y perecieron muchos templarios y hospitalarios. Saladino tomó posesión de Jerusalén y terminó con el reino que había fundado Godofredo de Bouillón. Sin embargo, la presión de la Tercera Cruzada y las gestiones de Ricardo I de Inglaterra (llamado Corazón de León) lograron un acuerdo con Saladino para convertir Jerusalén en una especie de ciudad libre para el peregrinaje.

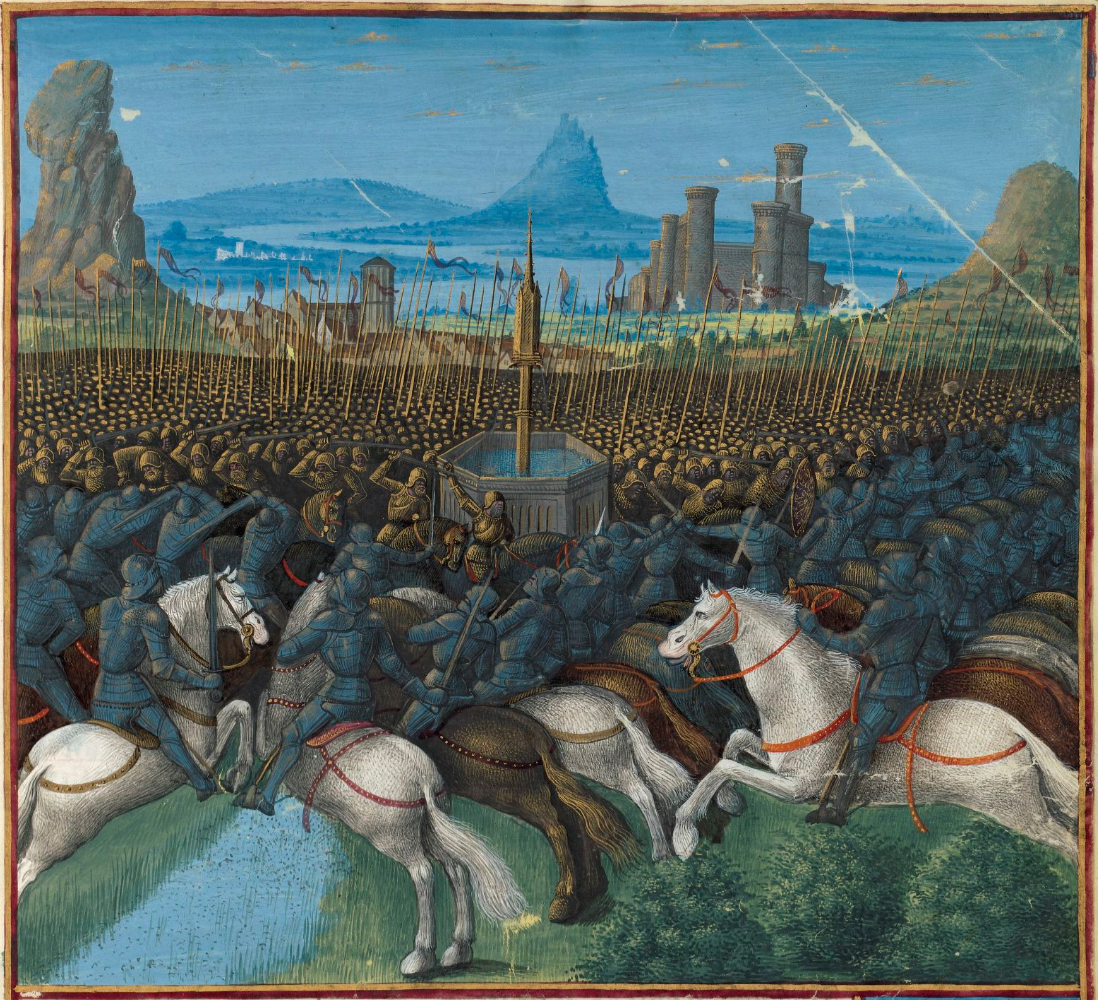
Batalla de los Cuernos de Hattin, en 1187, momento decisivo de las cruzadas.

Después del desastre de los Cuernos de Hattin, las cosas empeoraron. En 1244 Jerusalén, que había sido recuperada 16 años antes por el emperador Federico II por medio de pactos con el sultán Al-Kamil, cayó definitivamente. Los templarios se vieron obligados a mudar sus cuarteles generales a San Juan de Acre, junto con otras dos grandes órdenes monástico-militares: los hospitalarios y los teutónicos.
Las posteriores cruzadas (la Cuarta, la Quinta y la Sexta), a las que también se alistaron los templarios, no tuvieron repercusiones prácticas en Tierra Santa o fueron episodios demenciales (como la toma de Bizancio en la Cuarta Cruzada).
En 1248, Luis IX de Francia (después conocido como san Luis) decide convocar y liderar la Séptima Cruzada, pero su objetivo ya no es Tierra Santa, sino Egipto. El error táctico del rey y las pestes que sufrieron los ejércitos cruzados condujeron a la derrota de Mansura y a un desastre posterior en el que el propio Luis IX cayó prisionero. Fueron los templarios, tenidos en alta estima por sus enemigos, quienes negociaron la paz y prestaron al monarca la fabulosa suma que componía el rescate a pagar por su persona.
En 1291 se produjo la caída de Acre, con los últimos templarios luchando junto a su maestre, Guillermo de Beaujeu. Constituyó el fin de la presencia cruzada en Tierra Santa, pero no el fin de la orden, que mudó su cuartel general a Chipre, isla de su propiedad tras comprarla a Ricardo Corazón de León, pero que hubieron de devolver al rey inglés ante la rebelión de los habitantes.
La convivencia de templarios y soberanos en Chipre (de la familia Lusignan) fue incómoda hasta tal punto que la orden participó en la revuelta palaciega que destronó a Enrique II de Chipre para entronizar a su hermano Amalarico. Esto permitió a la orden sobrevivir en la isla hasta varios años después de su disolución en el resto de la cristiandad (1310).

### Tras su expulsión de Tierra Santa
Tras la pérdida de Acre en 1291, los templarios intentarían reconquistar cabezas de puente para penetrar nuevamente desde Chipre en Cercano Oriente. Fue la única de las tres grandes órdenes de caballería cristiana que lo intentó pues los caballeros hospitalarios y los caballeros teutónicos orientaron sus intereses a otros lugares y poseían otras bases territoriales para su subsistencia: Rodas y Chipre en el caso de los primeros y Prusia Oriental y Livonia en el caso de los segundos. 
La isla de Arwad en la costa meridional de la actual Siria, perdida en septiembre de 1302, fue la última posesión de los templarios en Tierra Santa. Los jefes de la guarnición o murieron en combate (Barthélemy de Quincy y Hugo de Ampurias) o fueron capturados (frey Dalmau de Rocabertí). Con la pérdida de todo su territorio en Cercano Oriente los templarios perdían también la razón misma de su existencia, al no subsistir más posesiones cristianas que defender en Tierra Santa; ello redujo la simpatía de los monarcas europeos hacia la Orden del Temple al ser percibida como carente de utilidad efectiva.
A la postre, el esfuerzo de los templarios para volver al Levante mediterráneo tras 1302 se revelaría inútil, no tanto por la falta de guerreros o de voluntad bélica como por el hecho de que ningún monarca de Europa mostraba interés serio en reconquistar los Santos Lugares tras casi dos siglos de campañas sin resultados duraderos. De hecho, el papado bajo Clemente V propugnaba una fusión de caballeros hospitalarios y templarios, y una de las razones por las que al parecer Jacques de Molay se encontraba en territorio francés cuando lo capturaron era su intención de convencer al rey Felipe IV de Francia para emprender una nueva cruzada.

### Disposiciones sobre la Orden del Temple
- 1129 - Actas del Concilio de Troyes: Aprobación de la Regla por los padres conciliares.
- c. 1130 - De laude novae militiae: San Bernardo elogia la nueva caballería y consagra los Templarios.
- 1135 - Concilio di Pisa: ratificación de la Regla y concesiones a los templarios.
- 1139 (29 marzo) - Omne Datum Optimum: Inocencio II aprueba la regla y concede la protección papal.
- 1144 (9 junio) - Milites Templi: Celestino II proporciona protección eclesiástica y fomenta las donaciones.
- 1145 (7 de abril)- Militia Dei: Eugenio III les autoriza a recaudar el diezmo y a poseer sepulturas propias.
- 1307 (13 octubre) - Pastoralis Praeminentiae: Clemente V ordena el arresto de los caballeros y la confiscación de sus bienes.
- 1308 (12 agosto) - Faciens Misericordiam: Clemente V crea el procedimiento para procesar a los templarios.
- 1308 (12 agosto) - Regnans in Coelis: Clemente V convoca el Concilio de Vienne para debatir sobre los Templarios.
- 1312 (20 de marzo) Concilio de Vienne: Se decide la supresión de la Orden.
- 1312 (22 marzo) - Vox in Excelso: Clemente V disuelve la orden de los Caballeros de Templarios.
- 1312 (2 mayo) - Ad Providam Christi Vicarii: Clemente V concede las propiedades de los templarios a los Caballeros Hospitalarios.
- 1312 (6 mayo) - Considerantes Dudum: Clemente V determina la suerte de los confesos y afines.

## Historia por territorios

### En la Corona de Aragón
La orden comienza su implantación en la zona oriental de la península ibérica en la década de 1130. En 1131, el conde de Barcelona, Ramón Berenguer III, pide ingresar en la orden. En 1134, el testamento de Alfonso I de Aragón cede su reino a los templarios, junto a otras órdenes, como los hospitalarios o la del Santo Sepulcro. Este testamento sería revocado, y los nobles aragoneses, disconformes, entregaron la corona a Ramiro II, aunque con numerosas concesiones a las órdenes para que renunciaran, tanto de tierras como de derechos comerciales.
Ramón Berenguer IV, conde de Barcelona y príncipe de Aragón, pronto alcanzaría un acuerdo con los templarios para que colaboraran en la Reconquista: la concordia de Gerona, en 1143. Por ella recibieron los castillos de Monzón, Mongay, Chalamera, Barberá, Remolins y Corbins, junto con la Orden militar de Belchite de Lope Sanz. También les favorecía con donaciones de tierras y con derechos sobre las conquistas (un quinto de las tierras conquistadas, el diezmo eclesiástico, parte de las parias cobradas a los reinos taifas). Según estas condiciones, cualquier paz o tregua tendría que ser consentida por los templarios, y no solo por el rey.

Como en toda Europa, la orden se enriqueció con numerosas donaciones de padres que no podían dar un título nobiliario más que al hijo mayor, y buscaban cargos eclesiásticos, militares, cortesanos o en órdenes religiosas.

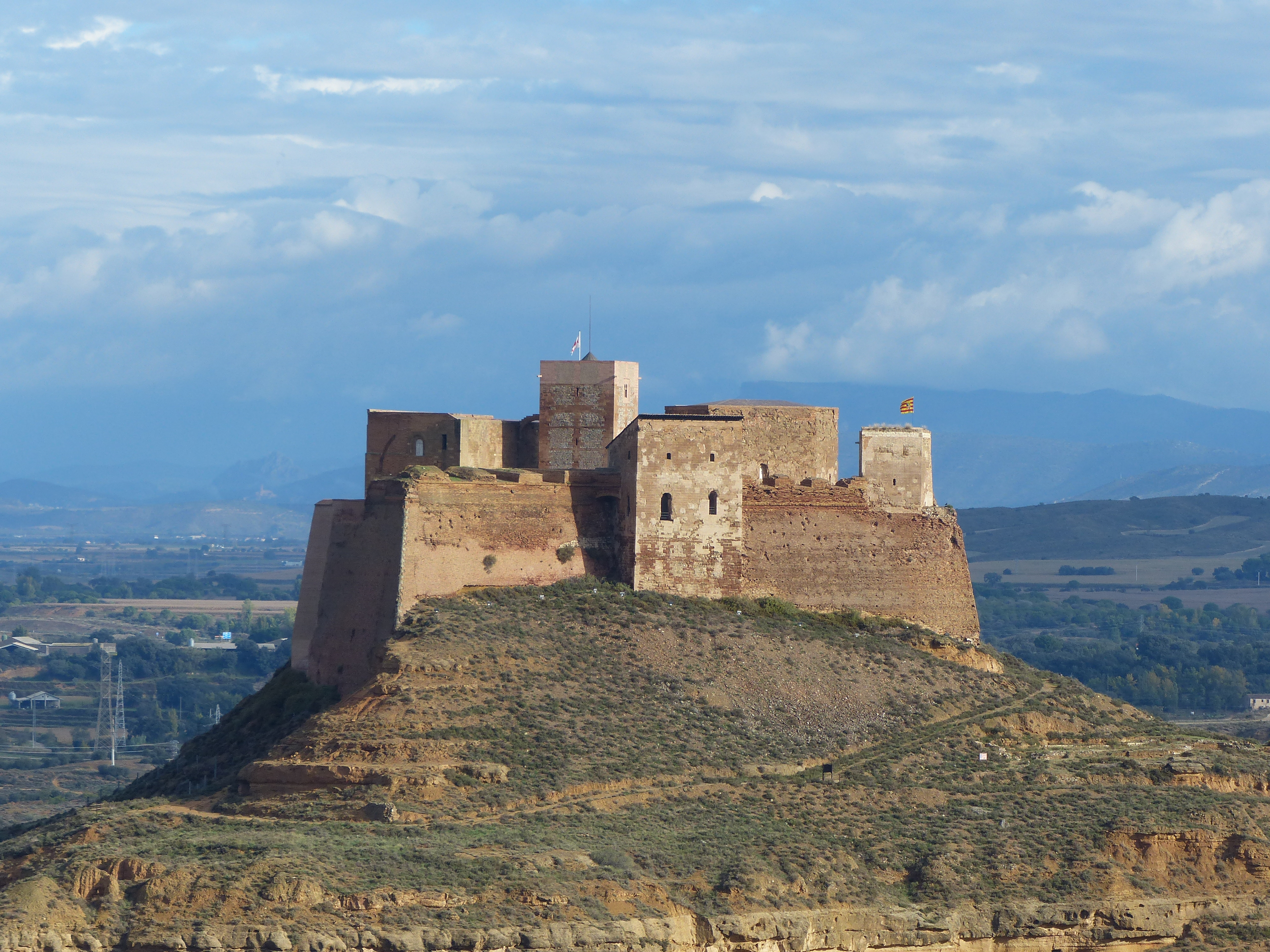
El castillo de Monzón en Aragón

En 1148, por su colaboración en las conquistas del sur del Patrimonio del Casal de Aragón, los templarios recibieron tierras en Tortosa (de la que quedaron como señores, tras comprar las partes del príncipe de Aragón y conde de Barcelona y de los genoveses) y en Lérida (donde se quedaron en Gardeny y Corbins). Tras una resistencia que se prolongaría hasta 1153, cayeron las últimas plazas de la región y los templarios recibieron Miravet, en una estratégica situación sobre el río Ebro.
Tras la derrota de Muret, que supuso la pérdida del imperio transpirenaico aragonés, los templarios se convirtieron en custodios de Jaime I el Conquistador, heredero a la corona, en el castillo de Monzón, el cual contó con apoyo templario en su campaña en Mallorca (donde recibirían un tercio de la ciudad, así como otras concesiones en ella), y en Valencia (donde de nuevo recibieron un tercio de la ciudad).
Los templarios se mantuvieron fieles al rey Pedro III de Aragón, permaneciendo a su lado durante la excomunión que sufrió a raíz de su lucha en Italia contra los angevinos de Francia.
Finalmente, se asentaron en Aragón gracias a la absorción de la Orden del Santo Redentor, de Teruel, en 1196, que a su vez se había beneficiado de la disolución de la Orden de Monte Gaudio en 1188, fundada en Alfambra.

### En el Reino de León y la Corona de Castilla

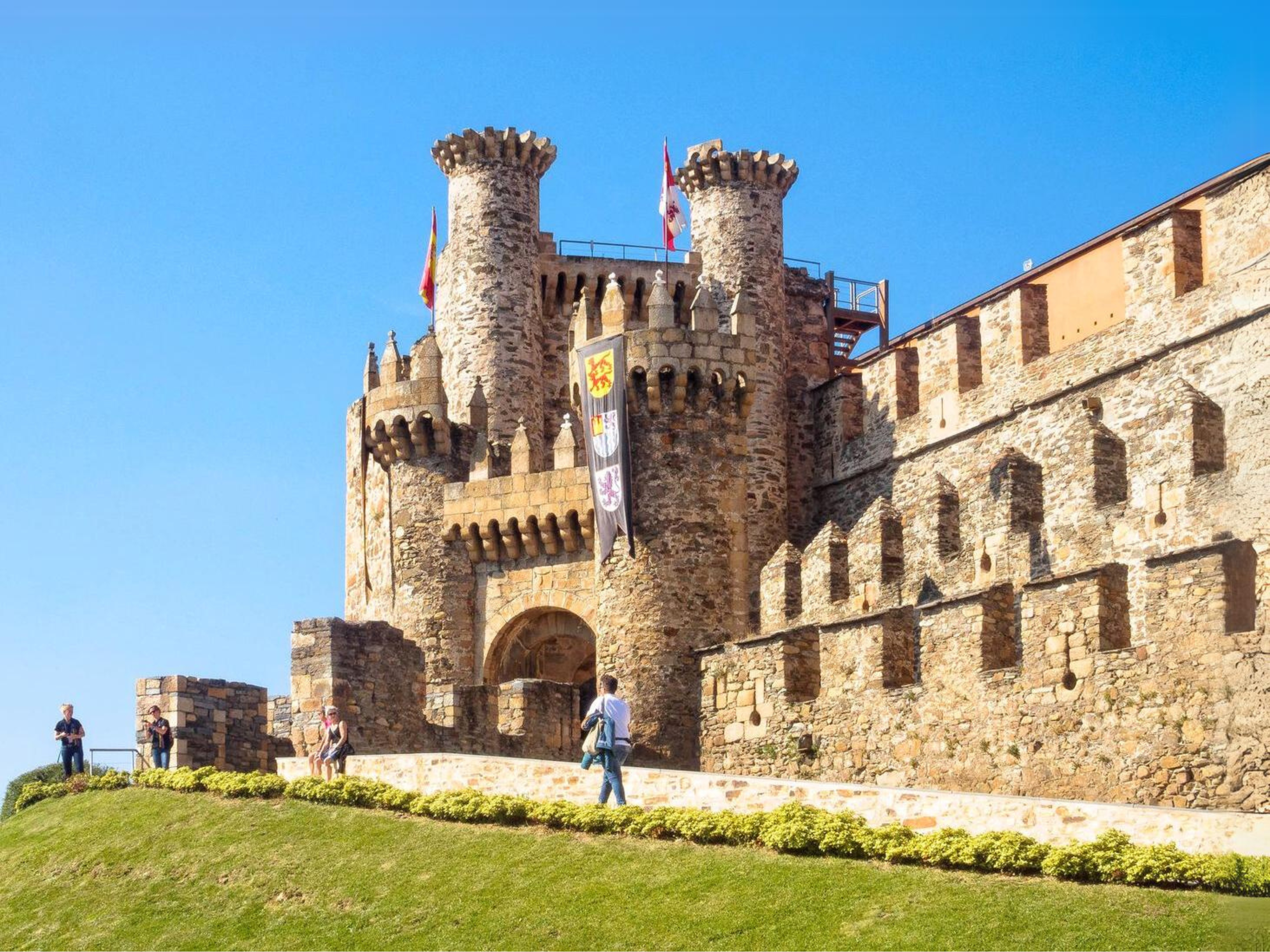
Castillo de los Templarios en Ponferrada

Los templarios ayudaron a repoblar zonas conquistadas por los cristianos, creando fortalezas, como el castillo de Ponferrada o el castillo de Cornatel, así como asentamientos en los que edificaban ermitas bajo la advocación de mártires cristianos, como es el caso de Hervás, población del Señorío de Béjar.
Ante la invasión almohade, los templarios lucharon en el ejército cristiano, que venció en la batalla de Las Navas de Tolosa (1212), junto a los ejércitos de Alfonso VIII de Castilla, Sancho VII de Navarra y Pedro II de Aragón.
En 1265, colaboraron en la conquista de Murcia, que se había levantado en armas. En recompensa, recibieron Burguillos del Cerro, Jerez de los Caballeros, Fregenal de la Sierra, el castillo de Murcia y Caravaca.

### En el Reino de Galicia
La Orden del Temple fue poseedora de extensos dominios y señoríos de Galicia, que posteriormente habían de pasar en su mayoría a la de San Juan de Jerusalén.
Junto con otros historiadores, Caamaño Bournacell opina que la Orden del Temple poseía también tierras en las feligresías de Santa María de Paradela, San Martín y San Salvador de Meis, San Juan de Romay, San Félix de Lois, o el monasterio y coto de Nogueira.

### En Portugal

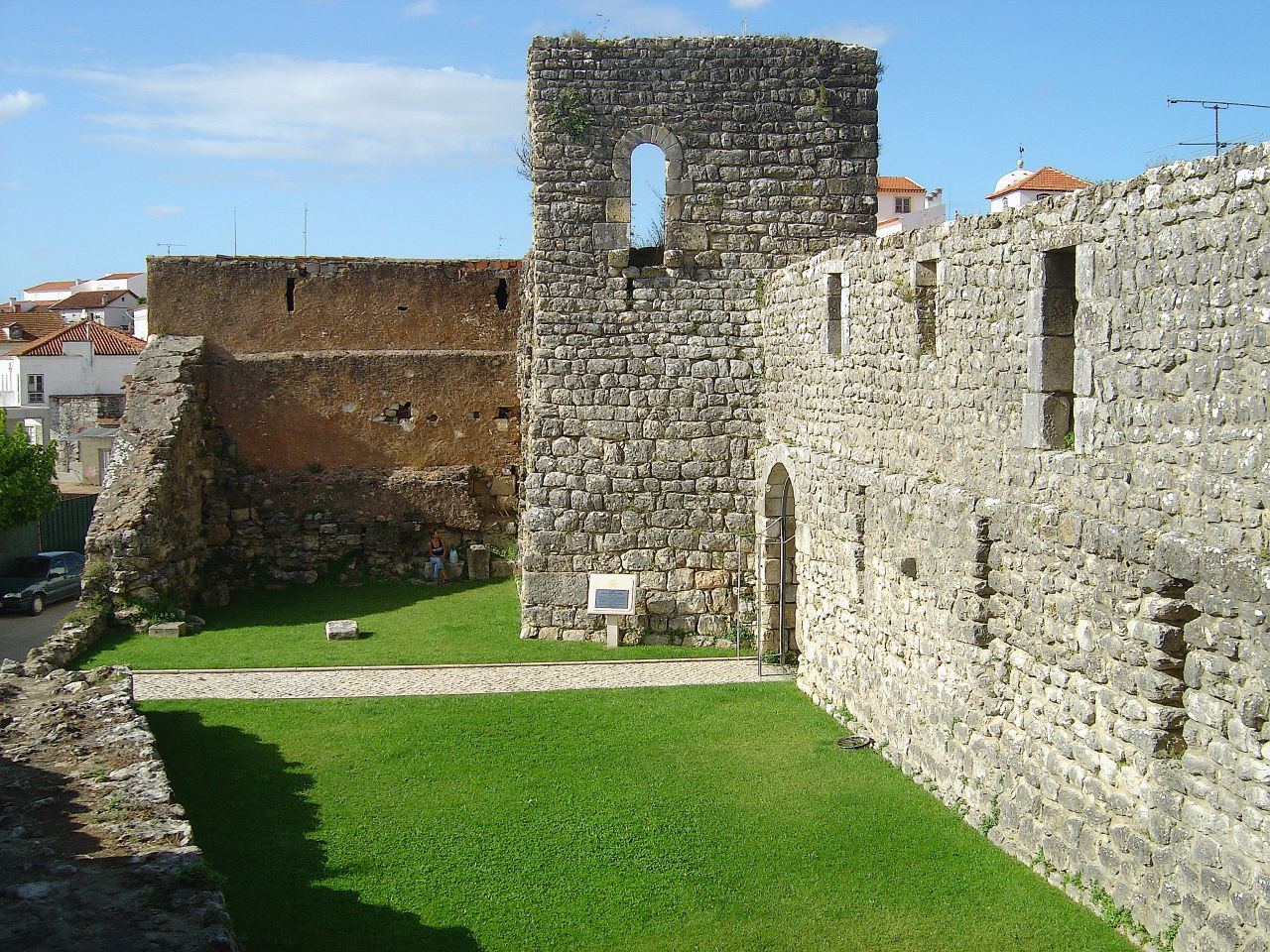
El castillo de Soure en Portugal

Los templarios serían una orden bien asentada en Portugal. Entran en tiempos de la condesa Teresa de León, de la que reciben el castillo de Soure en 1127 a cambio de su colaboración en la Reconquista. En 1145 reciben el castillo de Longroiva por su ayuda a Alfonso Henriques en la toma de Santarém. En 1147 reciben el castillo de Cera, cerca de Tomar, que se convertiría en su sede regional.
Tras la bula papal ordenando su disolución, los reyes portugueses cambiaron el nombre de la orden en Portugal por el de Orden de Cristo, aunque con sustanciales diferencias respecto a la Orden del Templo original, sobre todo en cuanto a regla, votos y forma de elección de los cargos.

### En Inglaterra, Escocia e Irlanda
En Inglaterra, país muy unido a Francia dado que en la época el rey inglés era a la sazón duque de Normandía y señor de numerosos feudos franceses, la Orden estuvo presente desde sus inicios.
Aunque su presencia no se extendió como en Francia, fue de vital importancia, tanto territorial como políticamente. De hecho, Ricardo Corazón de León fue un benefactor de la Orden y uno de sus magnates, hasta el punto de que su escolta personal la componían templarios y que, a su muerte, fue enterrado con su hábito. Asimismo, Guillermo El Mariscal, considerado el mejor caballero de su época, les tuvo mucha simpatía.

### En Polonia
Los templarios no tuvieron presencia en Polonia hasta el siglo XIII, cuando el príncipe silesio Henryk Brodaty les cedió propiedades en las tierras de Oławy (Oleśnica Mała) y Lietzen (Leśnica). Más tarde Wladyslaw Odonic les donaría Myślibórz, Wielka Wieś, Chwarszczany y Wałcz. El príncipe polaco Premislao II de Polonia les entregaría Czaplinek. La Orden llegaría a tener en Polonia al menos doce komandorie (comendadores), que según algunos historiadores pudieron ser hasta cincuenta. A pesar de su lejanía de Tierra Santa y del Mediterráneo, que era el centro de la Orden, en Polonia llegaría a haber entre ciento cincuenta y doscientos caballeros, mayoritariamente de procedencia germánica. El número de caballeros polacos es difícil de estimar. Tras su disolución, la inmensa mayoría de ellos se pasaron a la Orden de los Caballeros Hospitalarios o a la de los Caballeros Teutónicos.

### En Hungría
La presencia de los templarios en Hungría, así como en la mayor parte de Europa Oriental, se debió al afán colonizador de los monarcas de aquella región. Los caballeros del Temple nunca tuvieron grandes propiedades en suelo húngaro, pues allí las órdenes Teutónica y del Hospital fueron las más favorecidas. Sin embargo, contaron con un mínimo de dos casas en Hungría central, una en Esztergom y otra en Egyházasfalu, además de un castillo en Léka. En Croacia (entonces parte del reino húngaro) tuvieron varias fortalezas, como las de Vrana y de Kliss, y fue esta la región donde ejercieron más influencia. Los registros sobre la extinción de la orden bajo el reinado de Carlos I de Hungría son muy escasos, por lo que resulta difícil reconstruir lo que sucedió. Tras la disolución de la orden, sus propiedades pasaron a manos de los caballeros hospitalarios, que también heredaron el título de ispán de Dubica, ostentado hasta entonces por el maestre templario.

## El final de la Orden

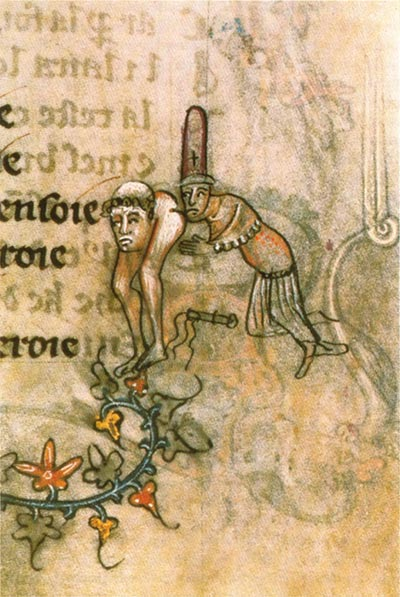
Ilustración de un manuscrito medieval en el que se acusa a los templarios de sodomía, circa 1350.

El último gran maestre, Jacques de Molay, se negó a aceptar el proyecto de fusión de las órdenes militares bajo un único rey soltero o viudo (Proyecto Rex Bellator, impulsado por el gran sabio Ramon Llull), a pesar de las presiones papales. El 6 de junio de 1306 fue llamado a Poitiers por el papa Clemente V para un último intento, tras cuyo fracaso, el destino de la orden quedó sellado. Felipe IV de Francia convenció (o más bien, intimidó) a Clemente V, fuertemente ligado a Francia, de que iniciase un proceso contra los templarios. La Corona francesa estaba muy endeudada con la orden, entre otras cosas, por el préstamo que su abuelo Luis IX solicitó para pagar su rescate tras ser capturado en la Séptima Cruzada. Además, el rey buscaba un Estado fuerte, con el rey que concentrara todo el poder (frente al de la Iglesia y al de las diversas órdenes religiosas, como los templarios)
En esta labor contó con la inestimable ayuda de Guillermo de Nogaret, canciller del reino, famoso en la historia por haber sido el estratega del incidente de Anagni, en el que Sciarra Colonna había abofeteado al papa Bonifacio VIII. El sumo pontífice murió de humillación al cabo de un mes. También del inquisidor general de Francia, Guillermo Imberto, más conocido como Guillermo de París; y de Eguerrand de Marigny, quien al final se apoderará del tesoro de la orden y lo administrará en nombre del rey, hasta que se transfiera a la orden de los Hospitalarios.
Para ello se sirvieron de las acusaciones de un tal Esquieu de Floyran, espía a las órdenes tanto de la Corona de Francia como de la Corona de Aragón.[cita requerida]. Se les acusó de sacrilegio a la cruz, herejía, sodomía y adoración a ídolos paganos: de escupir sobre la cruz, renegar de Cristo a través de la práctica de ritos heréticos, de adorar a Baphomet y de tener contacto homosexual, entre otras cosas.
Parece ser que Esquieu acudió a Jaime II de Aragón con la historia de que un prisionero templario, con quien había compartido una celda, le había confesado los pecados de la orden. Jaime no le creyó y lo echó «con cajas destempladas...», así que Esquieu fue a Francia a probar suerte ante Guillermo de Nogaret, que no tenía más voluntad que la del rey, y que, creyera o no creyera en el mismo, no perdió la oportunidad de utilizarlo para la operación que, a la postre, llevó a disolver la orden.
Felipe despachó correos a todos los lugares de su reino, con órdenes estrictas de que nadie los abriera hasta el jueves, 12 de octubre de 1307, en la que se podría decir que fue una operación conjunta simultánea en toda Francia. En esos pliegos se ordenaba apresar a todos los templarios y requisar sus bienes. De esta manera, en Francia, Jacques de Molay, último gran maestre de la orden, y ciento cuarenta templarios fueron encarcelados.
Llevada a cabo sin la autorización del papa, que tenía bajo su directa jurisdicción las órdenes militares, esta investigación era radicalmente inicua en cuanto a su finalidad y a sus procedimientos,[cita requerida] pues los templarios habían de ser juzgados con respecto al Derecho canónico y no por la justicia ordinaria. Esta intervención del poder temporal en la esfera de personas aforadas y sometidas por ello a la jurisdicción papal, causó la protesta enérgica de Clemente V, que anuló el juicio íntegramente y suspendió los poderes de los obispos y sus inquisidores.[cita requerida] No obstante, la acusación había sido admitida y permanecería como base irrevocable en todos los procesos subsiguientes.
Felipe el Hermoso sacó ventaja del «desenmascaramiento», y se hizo otorgar el título de «campeón y defensor de la fe» por la Universidad de París. En los Estados Generales convocados en Tours puso a la opinión pública en contra de los supuestos crímenes de los templarios. Más aún, logró que se confirmaran ante el papa las confesiones de setenta y dos templarios, presuntos acusados, expresamente elegidos y entrenados de antemano. En vista de esta investigación realizada en Poitiers (junio de 1308), el papa, hasta entonces escéptico, finalmente se mostró interesado y abrió una nueva comisión, cuyo proceso dirigió él mismo. Reservó la causa de la Orden a la comisión papal, dejando el juicio de los individuos en manos de las comisiones diocesanas, a las que devolvió sus poderes.
Así pues, ese mismo verano Clemente ordenó una persecución de los caballeros allá donde se encontrasen. Ya arrestados todos sus miembros en Francia, fueron sometidos a torturas, mediante las cuales consiguieron que la mayoría de los acusados se declararan culpables de los cargos, inventados o no. Algunos incluso confesaron sin tortura, por miedo a ella. La amenaza fue suficiente. Tal fue el caso del mismo gran maestre, Jacques de Molay, que luego admitió haber mentido para salvar la vida. Solo en París, 36 de ellos murieron debido a los suplicios. El 10 de mayo de 1310 fueron quemados otros 54, y 4 más ocho días después. En esos años muchos más morirían en prisión.
La comisión papal asignada al examen de la causa de la orden había asumido sus deberes y reunió la documentación que habría de ser sometida al papa y al concilio convocado para decidir sobre el destino final de la orden. La culpabilidad de las personas aisladas, que se evaluaba según lo establecido, no entrañaba la culpabilidad de la orden. Aunque la defensa de la orden fue deficiente[cita requerida] no se pudo probar que esta, como cuerpo, profesara doctrina herética alguna o que practicase una regla secreta, distinta de la oficial.[cita requerida] En consecuencia, en el Concilio General de Vienne, en el Delfinado, el 16 de octubre de 1311, la mayoría fue favorable al mantenimiento de la orden. Pero el papa, indeciso y hostigado por la corona de Francia principalmente, adoptó una solución salomónica: decretó la disolución, no la condena, y no por sentencia penal, sino por un decreto apostólico (bula Vox clamantis del 22 de marzo de 1312).

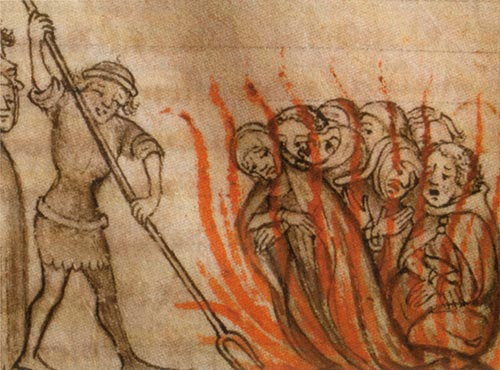
Quema de templarios en Francia

El papa reservó para su propio arbitrio la causa del gran maestre y de sus tres primeros dignatarios. Ellos habían confesado su culpabilidad y solo quedaba reconciliarlos con la Iglesia una vez que atestiguasen su arrepentimiento con la solemnidad acostumbrada. Para dar más publicidad a esta solemnidad, se erigió una plataforma para la lectura de la sentencia delante de la catedral Notre Dame de París. Pero, en el momento supremo, Molay recuperó su coraje y proclamó la inocencia de los templarios y la falsedad de su confesión, debida esta a las torturas sufridas y a las presiones del rey. En reparación por este deplorable instante de debilidad, se declaró dispuesto a sacrificar su vida. Fue inmediatamente arrestado como herético reincidente, junto a otro dignatario que eligió compartir su destino, y fue quemado junto a Godofredo de Charnay atados a una estaca frente a las puertas de Notre Dame en l'Ille de France el día de la Candelaria (18 de marzo) de 1314.
Actualmente en los archivos vaticanos se encuentra el pergamino de Chinon, que contiene la absolución del papa Clemente V a los Templarios. Aun cuando este documento tiene una gran importancia histórica, pues demuestra la vacilación del papa, nunca fue oficial y aparece fechado con anterioridad a las Bulas Vox in excelso, Ad providam y Considerantes, donde se procedió a la disolución de la Orden y a la distribución de sus bienes. Así, según el texto de Vox in excelso: «Nos suprimimos (...) la Orden de los templarios, y su regla, hábito y nombre, mediante un decreto inviolable y perpetuo, y prohibimos enteramente Nos que nadie, en lo sucesivo, entre en la Orden o reciba o use su hábito o presuma de comportarse como un templario. Si alguien actuare en este sentido, incurre automáticamente en excomunión». En concreto, el Manuscrito de Chinon está fechado en agosto de 1308. En esas mismas fechas, el papa emite la bula Facians Misericordiam, donde confirma la devolución de la jurisdicción a los inquisidores y emite el documento de acusación a los templarios, con 87 artículos de acusación. Asimismo, emite la bula Regnans in coelis, por la que convoca el Concilio de Vienne. Por tanto, estas dos bulas, que sí fueron promulgadas oficialmente, tienen validez desde el punto de vista canónico, mientras que el documento de Chinon es un mero «borrador» de gran importancia histórica, pero escasa importancia jurídica.

### En otros países
La misma misiva papal de 1308 llegó a varios reinos europeos, incluyendo el Reino de Hungría. Allí, el recientemente coronado Carlos I Roberto de Hungría tenía otros problemas mayores, pues una serie de «reyezuelos» (altos nobles) no reconocían su reinado y estaba en constante guerra contra ellos. En 1314, en el concilio de Zagrab, el rey húngaro y el alto clero decidieron finalmente disolver la provincia templaria húngara. Posteriormente, se procedió a confiscar sus propiedades en Hungría y en la región de Eslavonia (entonces dentro del reino húngaro), que pasaron a manos del rey. Posteriormente, Carlos I las donó a nobles y en su mayoría a la orden Hospitalaria, asunto que se concretó en la década de 1340, pues el rey dejó asentado en uno de sus documentos que entregaba momentáneamente las propiedades templarias (a un noble) mientras se aclaraba la situación y el destino de la orden.
En otros países europeos, las acusaciones no fueron tan severas, y sus miembros fueron absueltos, Pero, a raíz de la disolución de la orden, los templarios se dispersaron. Sus bienes se repartieron entre los diversos estados y la orden de los Hospitalarios. 
En la península ibérica los caballeros fueron presos y juzgados. Castilla y Portugal lo hicieron conjuntamente en un Concilio en Salamanca, en 1310, en Aragón en otro concilio en Tarragona, dos años después, y en ambos resultaron absueltos y liberados, pero sus bienes pasaron a la corona de Aragón en el este peninsular, a Castilla en el centro y norte, a Portugal en el oeste y a los Hospitalarios. Tanto en Aragón como en Castilla hubo varias órdenes militares, creadas con anterioridad, que tomaron el relevo de la disuelta, como las Órdenes de Santiago, de Montesa, de Calatrava o la de Álcantara, a las que se concedió la custodia de los bienes requisados. En Portugal, el rey Dionisio I les restituye en 1317 como Militia Christi o Caballeros de Cristo, asegurando así sus pertenencias (por ejemplo, el castillo de Tomar) en este país. 
En Polonia, los Hospitalarios recibieron la totalidad de las posesiones de los Templarios.

## Creencias heréticas atribuidas a los templarios

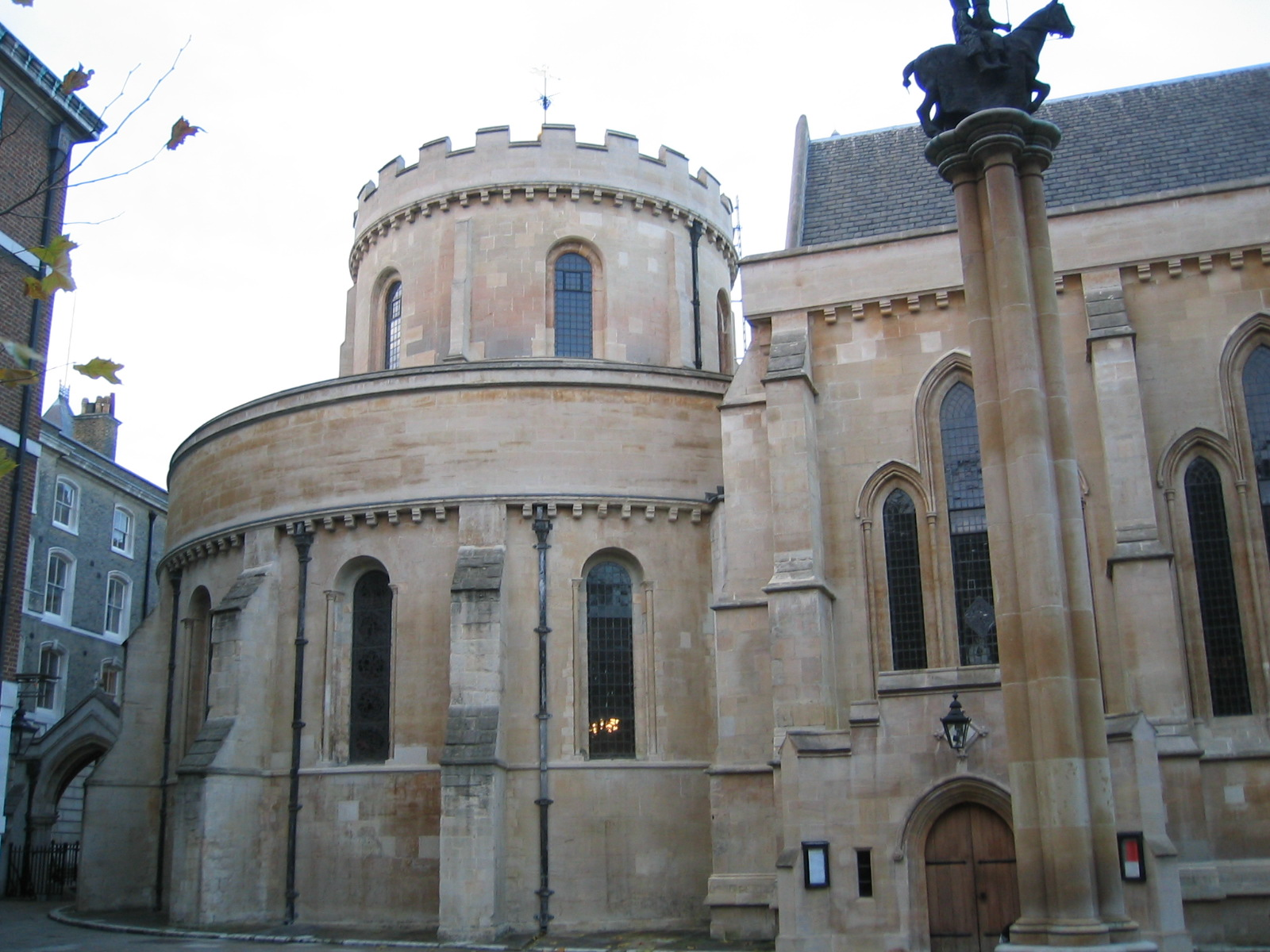
Iglesia del Temple (Londres)

Durante el proceso contra la Orden, se realizaron numerosas acusaciones, de las cuales la que incluye el culto a Baphomet es una de las que ha adquirido más popularidad, siendo recuperada por el ocultismo a partir del siglo XIX. También se incluían rituales de renegación de la cruz o de Cristo.
En la lista de cargos reunidos contra los templarios aparecen más de cien acusaciones. Las referentes a la idolatría son: adoración de un gato que se les aparecía en las asambleas, que en cada provincia había ídolos, a saber, cabezas, alguna con tres caras, otras con una, y otras era una calavera humana; que adoraban a esos ídolos, o a ese ídolo, y especialmente durante los grandes capítulos y asambleas, que las veneraban, que las veneraban como a Dios, que decían que esa cabeza podía salvarlos o hacerlos ricos, que les dio la riqueza de la Orden, que hizo que los árboles florecieran o que la tierra germinase, que tocaban o rodeaban cada cabeza de los citados ídolos con pequeños cordones que luego se ceñían alrededor del cuerpo, cerca de la camisa o de la carne, y que actuaban así como veneración a un ídolo.

## Processus contra Templarios
El jueves 25 de octubre de 2007, los responsables del Archivo Vaticano publicaron el documento Processus contra Templarios, que recopila el Pergamino de Chinon, o las actas de exculpación de la Santa Sede a la Orden del Templo, precisamente el año en que se conmemoraba el 700.º aniversario del inicio de la persecución contra la Orden.
El acto tuvo lugar en la Sala Vecchia del Sínodo, en la Ciudad del Vaticano, con la asistencia de Raffaele Farina, archivista bibliotecario de la Santa Romana Chiesa; Sergio Pagano, prefecto del Archivo Secreto Vaticano; Bárbara Frale, descubridora del pergamino y oficial del archivo; Marco Maiorino, oficial del archivo; Franco Cardini, medievalista, y Valerio Massimo Manfredi, arqueólogo y escritor.
Los documentos que sirvieron al Tribunal papal para decidir la suerte de los templarios se encuentran en el Archivo Secreto del Vaticano, y se habían extraviado desde el siglo XVI, después de que un archivero los guardase en un lugar erróneo. En 2001, la investigadora italiana Bárbara Frale los encontró y su estudio demostró que el papa Clemente V al principio no quiso condenar a los templarios, aunque finalmente, cediendo a las presiones del rey de Francia, Felipe IV, terminaría haciéndolo.
El Pergamino de Chinon, uno de los documentos del volumen Processus contra Templarios presentado por la Santa Sede, corrige la leyenda negra sobre la Orden y muestra que todas las acusaciones fueron injurias de Felipe IV en beneficio propio. A pesar de ello, y habida cuenta de que el Pergamino de Chinon es anterior a la fecha de las bulas papales de disolución de los templarios, quedó como una expresión de la conciencia personal del papa. En cambio, la postura oficial de la Iglesia es la de la disolución de la Orden. En efecto, el documento de Chinon data de agosto de 1308. Ese mismo mes, el papa promulga la bula Facians Misericordiam, por la que se devolvió a los inquisidores su jurisdicción. En la segunda sesión del Concilio de Vienne, el 3 de abril de 1312, se aprueba la Bula Vox in Excelso, emitida por el propio papa Clemente V el 22 de marzo de 1312, confirmada por la Bula Ad Providam de 2 de mayo de 1312. En ambas se declara la disolución definitiva de la Orden.
Processus contra Templarios establece que:
1. El papa Clemente V no estuvo convencido de la culpabilidad de la Orden del Temple.
2. La Orden del Temple, su gran maestre Jacques de Molay y el resto de los templarios arrestados, muchos posteriormente ajusticiados o quemados vivos, fueron luego absueltos por el pontífice.
3. La Orden nunca fue condenada, sino disuelta, fijando la pena de excomunión a quien quisiera restablecerla.
4. El papa Clemente V no creyó en las acusaciones de herejía. Por ello, permitió recibir los Sacramentos a los templarios ajusticiados. Sin embargo, fueron ajusticiados en la forma que la jurisdicción canónica establecía para los herejes relapsos (aquellos que, después de confesar, se echan atrás en sus confesiones).
5. Clemente V negó las acusaciones de traición, herejía y sodomía con las que el rey de Francia acusó a los templarios. No obstante, convocó el Concilio de Vienne para confirmar dichas acusaciones.
6. El proceso y martirio de templarios fue un “sacrificio” para evitar un cisma en la Iglesia católica, que no compartía gran parte de las acusaciones del rey de Francia, y muy especialmente de la Iglesia francesa.
7. Las acusaciones fueron falsas y las confesiones conseguidas bajo torturas.

A la vista de los documentos históricos cabe concluir que, aunque el papa Clemente V intentara en su fuero interno evitar la condena a los templarios, su debilidad frente a Felipe IV de Francia hizo que continuara con el proceso de disolución de la Orden, que acaba en 1312. Recojamos en este punto lo que la bula Ad Providam, que no ha sido al día de hoy derogada, dice al respecto:

... Hace poco, Nos, hemos suprimido definitivamente y perpetuamente la Orden de la Caballería del Templo de Jerusalén a causa de los abominables, incluso impronunciables, hechos de su Maestre, hermanos y otras personas de la Orden en todas partes del mundo... Con la aprobación del sacro concilio, Nos, abolimos la constitución de la Orden, su hábito y nombre, no sin amargura en el corazón. Nos, hicimos esto no mediante sentencia definitiva, pues esto sería ilegal en conformidad con las inquisiciones y procesos seguidos, sino mediante orden o provisión apostólica.
Fragmento de la bula Ad Providam

## Economía de la Orden
Hacia 1220, cien años más tarde de su fundación oficial, la Orden era la organización más grande de Occidente, en todos los sentidos (desde el militar hasta el económico), con más de 9000 encomiendas repartidas por toda Europa, unos 30 000 caballeros y sargentos (más los siervos, escuderos, artesanos, campesinos, etcétera), más de 50 castillos y fortalezas en Europa y Oriente Próximo, una flota propia anclada en puertos propios en el Mediterráneo (Marsella) y en La Rochela (en la costa atlántica de Francia).
Todo este poder económico se articulaba en torno a dos instituciones características de los templarios: la encomienda y la banca.

### La banca
Uno de los aspectos en los que la orden destacó de manera extremadamente rápida y sobresaliente fue a la hora de afianzar todo un sistema socioeconómico sin precedentes en la historia. La dura tarea de llevar un frente en ultramar les hizo proveerse de una increíble flota, una red de comercio fija y establecida, así como de buen número de posesiones en Europa para mantener en pie un flujo de dinero constante que permitiera subsistir al ejército defensor en Tierra Santa.
A la hora de dar donaciones, la gente lo hacía de buena gana; unos, por ganarse el cielo; otros, para quedar bien con la Orden. De este modo, la Orden recibía posesiones, bienes inmuebles, parcelas, tierras, títulos, derechos, porcentajes en bienes, e incluso pueblos y villas enteras con sus correspondientes derechos y aranceles. Muchos nobles europeos confiaron en ellos como guardianes de sus riquezas e incluso muchos templarios fueron usados como tesoreros reales. Fue el caso del reino francés, que dispuso de tesoreros templarios que tenían la obligación de personarse en las reuniones de palacio en las que se debatiera el uso del tesoro.
Para mantener un flujo constante de dinero, la Orden tenía que tener garantías de que el capital no fuera usurpado o robado en sus desplazamientos. Con este fin, estableció en Francia una serie de redes de encomiendas, repartidas prácticamente por toda la geografía francesa y que no distaban más de un día de viaje unas de otras. Así se aseguraban de que los comerciantes durmieran siempre a resguardo bajo techo y garantizar siempre la seguridad de sus caminos.
No solo supieron crearse todo un sistema de mercado, sino que se convirtieron en los primeros banqueros desde la caída de Roma. Lo hicieron a sabiendas de la escasez de moneda en la vieja Europa y ofreciendo en sus tratos intereses mucho menos usurarios que los ofrecidos por los mercaderes judíos. Así pues, crearon libros de cuentas, la contabilidad moderna, los pagarés e incluso la primera letra de cambio. En esta época pesaba mucho la idea de transportar dinero en metálico por los caminos, y la Orden dispuso de documentos acreditativos para poder recoger una cantidad anteriormente entregada en cualquier otra encomienda de la orden. Solamente hacía falta la firma, o en su caso, el sello.

### La encomienda
La encomienda es un bien inmueble, territorial, localizado en determinado lugar, que se formaba gracias a donaciones y compras posteriores y a cuya cabeza se encontraba un preceptor. Así, a partir de un molino (por ejemplo) los templarios compraban un bosque aledaño, luego unas tierras de labor, después adquirían los derechos sobre un pueblo, etcétera, y con todo ello formaban una encomienda, a manera de un feudo clásico. También podían formarse encomiendas reuniendo bajo un único preceptor varias donaciones más o menos dispersas. Tenemos noticia de encomiendas rurales (Mason Dieu, en Inglaterra, por ejemplo) y urbanas (el "Vieux Temple", recinto amurallado en plena capital francesa).
Al poco, su red de encomiendas derivó en toda una serie de redes de comercio a gran escala desde Inglaterra hasta Jerusalén, que ayudadas por una potente flota de barcos en el Mediterráneo compitió con los mercaderes italianos (sobre todo, de Génova y Venecia). La gente confiaba en la Orden, sabía que sus donaciones y sus negocios estaban asegurados y por ello no dejaron nunca de tener clientela. Llegaron hasta el punto de hacer préstamos a los mismísimos reyes de Francia e Inglaterra.

### Comerciantes de reliquias
Los templarios tuvieron uno de sus más lucrativos negocios en la comercialización de reliquias.[cita requerida] Distribuían el óleo del milagro de Sednaya, un santuario a 30 km de Damasco a cuya Virgen se atribuía el milagro de exudar un líquido oleoso. Lo embotellaban en pequeños frascos y lo distribuían en Occidente.[cita requerida] Al parecer, también comercializaron numerosos fragmentos del Lignum Crucis, la Santa Cruz en la que se decía había estado crucificado Jesucristo y que se decía habían encontrado ellos.[cita requerida]
Sin embargo, sus operaciones económicas siempre tuvieron como meta dotar a la Orden de fondos suficientes como para mantener en Tierra Santa un ejército en pie de guerra constante. Y por ello el lema de la Orden: 

Non nobis, Domine, non nobis,
sed Nomini Tuo da gloriam
No a nosotros, Señor, no a nosotros
sino a Tu Nombre da la gloria

## La Cruz patada roja

La Cruz patada roja

El 27 de abril de 1147, el papa Eugenio III, presente en Francia cuando partía la segunda cruzada, asistió al capítulo de la orden celebrado en París. Concedió a los templarios el derecho a llevar permanentemente una cruz sencilla, pero ancorada o paté, que simbolizaba el martirio de Cristo. El color autorizado para tal cruz fue el rojo, «que era el símbolo de la sangre vertida por Cristo, así como también de la vida. Puesto que el voto de cruzada se acompañaba de la toma de la cruz, llevarla permanentemente simbolizaba la persistencia del voto de cruzada de los templarios».

### Uso de la cruz y los colores
La cruz estaba colocada sobre el hombro izquierdo, encima del corazón. En el caso de los caballeros, sobre el manto blanco, símbolo de pureza y castidad. En el caso de los sargentos, sobre el manto negro o pardo, símbolo de fuerza y valor. Así mismo, el pendón del Templo, que recibe el nombre de baussant o bauceant, significa semipartido, ya que también incluía estos dos colores, el blanco y el negro.

## Templarios en la actualidad

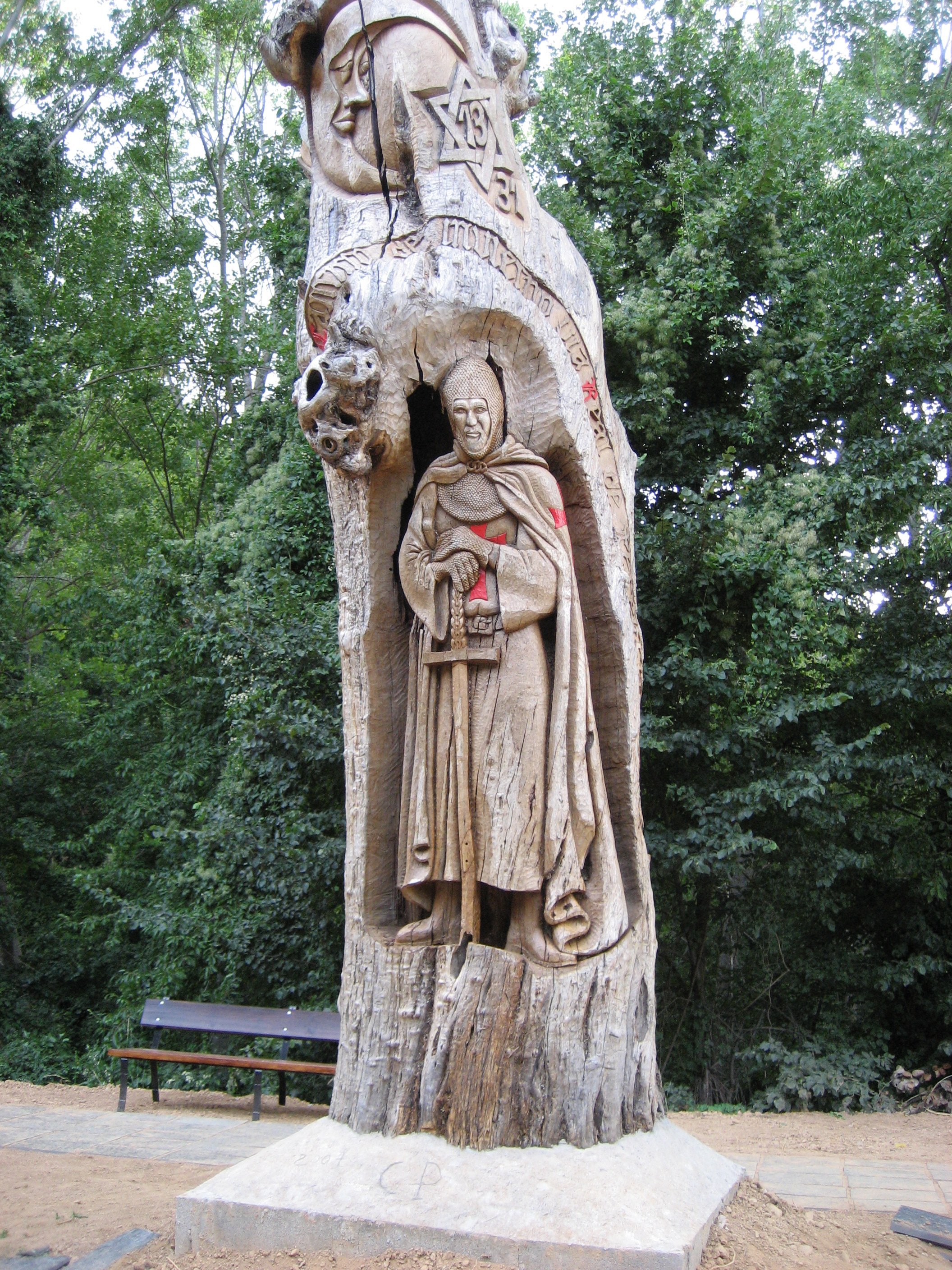
Caballero templario tallado en el tronco de un árbol en Priaranza del Bierzo (León)

En 1804 un prestigioso médico francés, Bernard Raymond Fabré-Palaprat, con el apoyo de Napoleón Bonaparte, saca de la niebla de la historia  - con la denominación de  “Orden de los Caballeros del Templo” - a la orden medieval conocida hasta entonces como “Orden de los Pobres Compañeros de Cristo y del Templo de Salomón” (en latín: Pauperes Commilitones Christi Templique Salomonici).
Sostiene el citado médico que la Orden nunca dejó de existir, a pesar de su disolución en el siglo XIV. Esta “disolución”, actualmente valorada solo como una suspensión después de las aportaciones del Pergamino de Chinón rescatado por Bárbara Frale, había sido dictada por el papa Clemente V en 1312 con la bula Vox in excelso.
Como prueba de la continuidad de la Orden a lo largo de los siglos a pesar de su suspensión, Fabré-Palaprat aporta la controvertida Carta de Transmisión de Juan Larmenius. Este documento acredita 24 grandes maestros que asumieron este cargo después de que Jacques de Molay, último gran maestro medieval, fuera quemado en la hoguera en París en 1314. Esta supuesta lista de grandes maestros contenida en la Carta y firmada por cada uno de ellos de puño y letra, llega hasta el propio Fabré-Palaprat, último firmante del documento.
Según este documento, la Orden es sacada de la clandestinidad a la que la obligaron las persecuciones de papas y reyes por casi toda Europa, en 1705. Felipe, duque de Chartres y de Orleans, nieto de Luis XIII El Justo y más tarde regente de Francia, es elegido gran maestro en una convención general celebrado en Versalles ese año y publica unos nuevos estatutos para la Orden.
La Carta de Transmisión, en el formato que la conocemos, es considerada por la mayoría de los historiadores como una falsificación, realizada probablemente en el  siglo XVIII. En lo que no se está tan de acuerdo es en la valoración de su contenido. Es decir: no hay en absoluto acuerdo sobre si la Orden del Templo, como sostiene Fabré Palaprat, a pesar de la suspensión papal, siguió teniendo vida, aunque oculta, guiada por los Maestres que “firman” sucesivamente este documento de la Transmisión.
Sí que es cierto que a partir de 1804, con lo que algunos denominan la reinstauración de la Orden (otros prefieren hablar de neotemplarismo), hay una continuidad hasta nuestros días en la historia de la Orden del Templo.
En 1932, la Secretaría Internacional Templaria, con sede en Bélgica, decide revitalizar la Orden. Para ello, y recogiendo el espíritu de lo que creen que tiene que ser la institución en la modernidad, dan un primer paso que es cambiar su denominación, llamándose a partir de ese momento Orden Soberana Militar del Templo de Jerusalén OSMTH (en latín Ordo Supremus Militares Templi Hierosolymitani). Inmediatamente eligen como príncipe regente (título que no existía en la Orden) a Isaac Vandenberg, quien posteriormente asumirá también el título de la Orden de Gran Maestre.
Existen reconocidos por la Iglesia católica como Asociaciones Privadas de Fieles varios grupos que siguen las Reglas de San Bernardo de Claraval, adaptadas a los tiempos Modernos y según el Derecho Canónico y han publicado sus Estatutos que han obtenido Decretos que los convierten en personas jurídicas Eclesiásticas. En Italia están las Asociaciones Privadas Militia Templi, y en España la "Orden de los Pobres Caballeros de Cristo" (ASO 106). Estos grupos de templarios señalan el camino que se debe seguir en la búsqueda de la rehabilitación Pontificia.

## Templarios notables

### Los nueve fundadores
1. Hugo de Payens
2. Godofredo de Saint-Omer
3. Godofredo de Bisol
4. Payen de Montdidier
5. André de Montbard
6. Arcimbaldo de Saint-Amand
7. Hugo Rigaud
8. Gondemaro
9. Rolando

### Grandes maestres de la orden
1. Hugo de Payens (1118-1136)
2. Robert de Craon (1136-1146)
3. Evrard des Barrès (1147-1151)
4. Bernard de Tremelay (1151-1153)
5. André de Montbard (1154-1156)

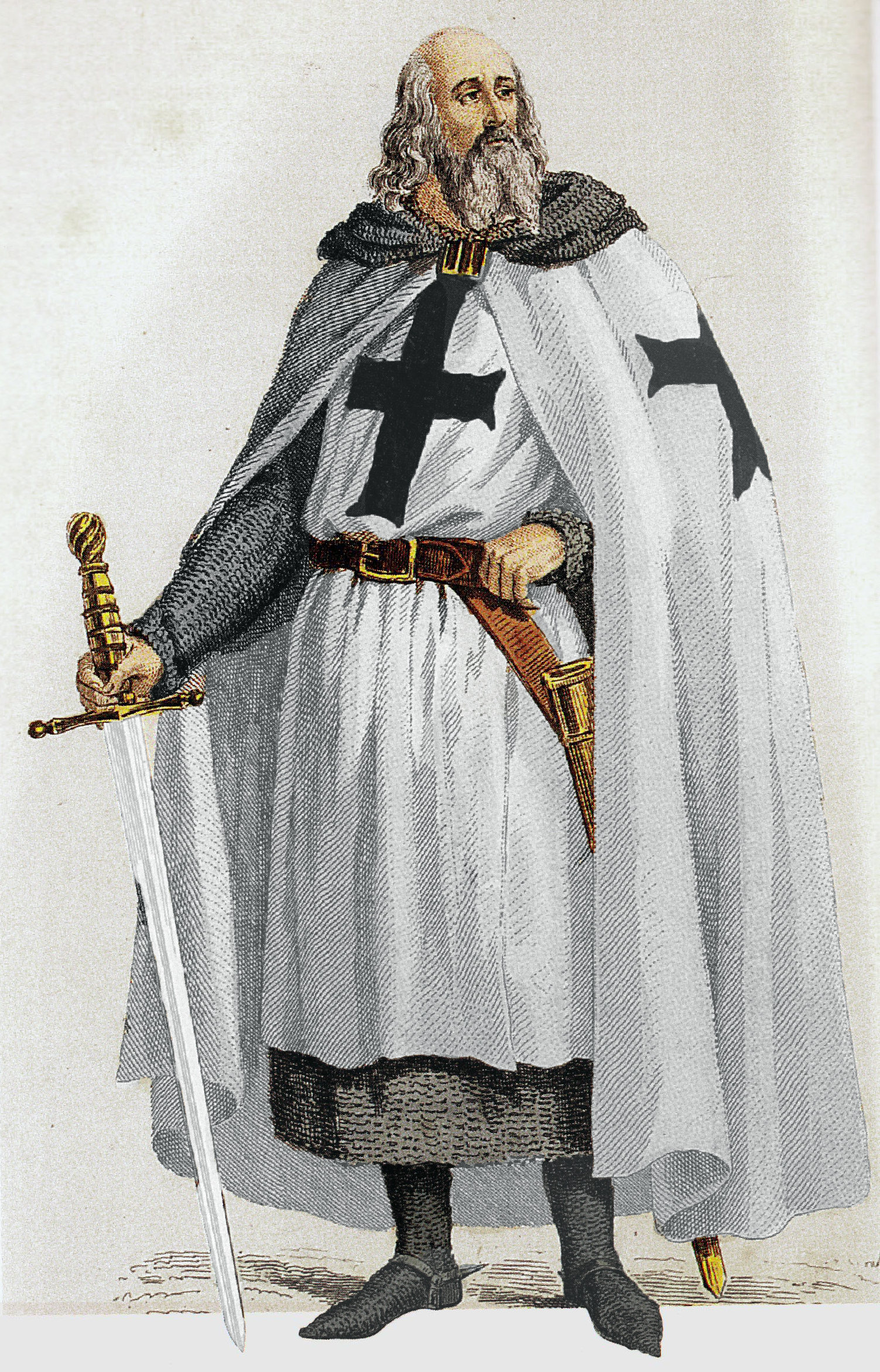
Jacques de Molay, el último gran maestre de la orden.

6. Bertrand de Blanchefort (1156-1169)
7. Philippe de Milly (1169-1171)
8. Eudes de Saint-Amand (1171-1179)
9. Arnaldo de Torroja (1180-1184)
10. Gérard de Ridefort (1185-1189)
11. Robert de Sablé (1191-1193)
12. Gilbert Hérail (1193-1200)
13. Phillipe de Plaissis (1201-1208)
14. Guillaume de Chartres (1209-1219)
15. Pedro de Montaigú (1219-1232)
16. Armand de Périgord (1232-1244)
17. Richard de Bures (1245-1247)
18. Guillermo de Sonnac (1247-1250)
19. Renaud de Vichiers (1250-1256)
20. Thomas Bérard (1256-1273)
21. Guillermo de Beaujeu (1273-1291)
22. Thibaud Gaudin (1291-1292)
23. Jacques de Molay (1292-1314)

## En la cultura popular
Los Templarios han servido de inspiración para muchas obras de ficción.
Quizá una de las más famosas sea la franquicia de videojuegos Assassin's Creed, cuya trama gira en torno a la lucha entre los Asesinos, partidarios de la paz conseguida mediante el libre albedrío, y los Templarios (que en la saga no se disuelven en el siglo XIII, sino que simplemente pasan a la clandestinidad), partidarios de la paz mediante el control absoluto de la sociedad.
En la saga, ambas facciones son realmente milenarias, pues han tenido sus respectivos predecesores desde el ocaso de la civilización.